# Cassianeura cassiae
Cassianeura cassiae är en insektsart som först beskrevs av M. Firoz Ahmed 1970.  Cassianeura cassiae ingår i släktet Cassianeura och familjen dvärgstritar. Inga underarter finns listade i Catalogue of Life.